# Whangae (fleuve)
 (juin 2025).
Le fleuve Whangae  (en anglais : Whangae River )  est un cours d’eau de la région de  Northland dans l’Île du Nord de la Nouvelle-Zélande.

## Géographie
Il s’écoule généralement au nord-est pour atteindre un bras au sud-ouest de la Baie des îles.